# Ilex abscondita
Ilex abscondita är en järneksväxtart som beskrevs av J.A. Steyermark. Ilex abscondita ingår i släktet järnekar, och familjen järneksväxter. Inga underarter finns listade i Catalogue of Life.